# Gabriel Scognamillo
Gabriel Scognamillo (New York, 27 ottobre 1906 – Los Angeles, 31 maggio 1974) è stato uno scenografo italiano che, dopo aver collaborato in Francia con Jean Renoir, lavorò negli Stati Uniti. Fu scenografo alla MGM e, nel 1954, venne candidato all'Oscar per Storia di tre amori.

## Filmografia parziale
- La cagna (La Chienne), regia di Jean Renoir (1931)
- Fantômas, regia di Pál Fejös (1932)
- Baleydier, regia di Jean Mamy (1932)
- La vedova allegra  (The Merry Widow), regia di Ernst Lubitsch - scenografo, non accreditato (1934)
- Robin Hood dell'Eldorado (Robin Hood of El Dorado), regia di William A. Wellman (1936)
- Joe and Ethel Turp Call on the President, regia di Robert B. Sinclair (1939)
- For Me and My Gal, regia di Busby Berkeley - scenografo associato (1942)
- Il ritorno del lupo (Whistling in Dixie), regia di S. Sylvan Simon - scenografo associato (1942)
- Una donna in cerca di brividi (Undercover Maisie), regia di Harry Beaumont (1947)
- L'isola sulla montagna (High Barbaree), regia di Jack Conway - scenografo (1947)
- Singapore, regia di John Brahm - scenografo (1947)
- La vedova pericolosa (The Wistful Widow of Wagon Gap), regia di Charles Barton (1947)
- La legione dei condannati (Rogues' Regiment), regia di Robert Florey (1948)
- Una notte sui tetti (Love Happy), regia di David Miller (1950)
- La legge del silenzio (Black Hand), regia di Richard Thorpe (1949)
- La strada del mistero (Mystery Street), regia di John Sturges (1950)
- Il messicano (Right Cross), regia di John Sturges (1950)
- Il grande Caruso (The Great Caruso), regia di Richard Thorpe (1951)
- Marito per forza (Love Is Better Than Ever), regia di Stanley Donen (1952)
- Amanti latini (Latin Lovers), regia di Mervyn LeRoy (1953)
- Storia di tre amori (The Story of Three Loves), regia di Gottfried Reinhardt e Vincente Minnelli (1953)
- I trecento di Fort Canby (A Thunder of Drums), regia di Joseph M. Newman (1961)